# Heinrich von Feilitsch
Heinrich Klemens von Feilitsch (* 9. April 1856 in Bad Schandau; †  11. Dezember 1932 in Leipzig) war ein deutscher Reichsgerichtsrat.

## Herkunft und Leben
Heinrich Clemens von Feilitsch entstammte einer illegitimen Linie des alten uradeligen Geschlechts der zur Reichsritterschaft des Kantons Vogtland gehörigen Freiherrn von Feilitsch. Er war der Sohn des Pfarrers Heinrich (von) Feilitsch (1818–1899), der ein nichtehelicher Sohn des Ferdinand von Feilitsch (1783–1862) und der Anna Maria Weyß war. Heinrich Clemens von  Feilitsch wurde in Bad Schandau am 9. April 1856 geboren und starb am 11. Dezember 1932 in Leipzig. Er wurde am 27. April 1904 in den Kgl. sächs. Adelsstand erhoben und unter der Nr. 152 in das Kgl. sächs. Adelsbuch eingetragen.

## Berufliche Laufbahn
Er wurde zum Dr. jur. promoviert. Feilitsch trat 1880 in den sächsischen Staatsdienst ein. 1888 wurde er Amtsrichter. 1895 wurde er zum Landgerichtsrat befördert. 1899 folgte die Ernennung zum Landgerichtsdirektor. 1904 wurde er Oberlandesgerichtsrat. Er war Mitglied in der vom Reichsjustizamt berufenen zweiten Strafrechtskommission von 1911 bis 1913. 1912 bekam er den Titel Geheimer Justizrat verliehen. Neujahr 1915 kam er an das Reichsgericht. Im Juni 1924 trat er in den Ruhestand.

## Veröffentlichungen (Auswahl)
- Das Sächsische Forst- und Feldstrafgesetz vom 26. Februar 1909. Dresden 1909.
- Kann der Erblasser die Bestimmung der Person des Testamentsvollstreckers dem Erben überlassen? In: Deutsche Juristen-Zeitung. Jahrgang 10 (1905), Sp. 348.